# 副翼反操纵
副翼反操纵指在高速情况下，使用外侧副翼时，翼尖刚度不够大，导致的翼尖变形，从而使得迎角改变，气动力改变，使变形的那边的升力减小，以至于小于另一边升力，最终导致飞机横滚方向与期待相反的状况叫做副翼反操作现象。